# Oudemansiella
Oudemansiella Speg. (monetka) – rodzaj grzybów z rodziny obrzękowcowatych (Physalacriaceae).

## Charakterystyka
Grzyby saprotroficzne i pasożytnicze. Rosną na drewnie lub na ziemi. Owocniki z blaszkowatym hymenoforem. Blaszki szerokie i wyrastające dość szeroko.

## Systematyka i nazewnictwo
Pozycja w klasyfikacji według Index Fungorum: Physalacriaceae, Agaricales, Agaricomycetidae, Agaricomycetes, Agaricomycotina, Basidiomycota, Fungi.
Synonimy:
- Coprinopsis Beeli
- Mucidula Pat.
- Oudemansia Speg.
- Phaeolimacium Henn..

Polską nazwę nadali Barbara Gumińska i Władysław Wojewoda w 1999.
Niektóre gatunki:
- Oudemansiella aculeata Raithelh. 1971
- Oudemansiella americana (Mitchel & A.H. Sm.) Singer 1986
- Oudemansiella globospora (R.H. Petersen & Nagas.) Zhu L. Yang, G.M. Muell., G. Kost & Rexer 2009
- Oudemansiella haasiana Raithelh. 1972
- Oudemansiella indica Sathe & S.D. Deshp. 1981
- Oudemansiella laqueata (Fr.) Alessio 1985
- Oudemansiella latilamellata Mizuta 2006
- Oudemansiella lianicola Corner 1994
- Oudemansiella melanotricha (Dörfelt) M.M. Moser 1983 – monetka ciemnotrzonowa[5]
- Oudemansiella munnarensis Sathe & J.T. Daniel 1981
- Oudemansiella orinocensis (Pat.) Speg. 1888
- Oudemansiella platensis (Speg.) Speg. 1881
- Oudemansiella purpurescens Speg. 1926,
- Oudemansiella rhodophylla Mizuta 2006
- Oudemansiella submucida Corner 1994
- Oudemansiella yunnanensis Zhu L. Yang & M. Zang 1993

Nazwy naukowe na podstawie Index Fungorum. Nazwy polskie według Władysława Wojewody.